# Задонецкое
Задоне́цкое (укр. Задонецьке) — село,
Задонецкий сельский совет,
Змиёвский район,
Харьковская область, Украина.

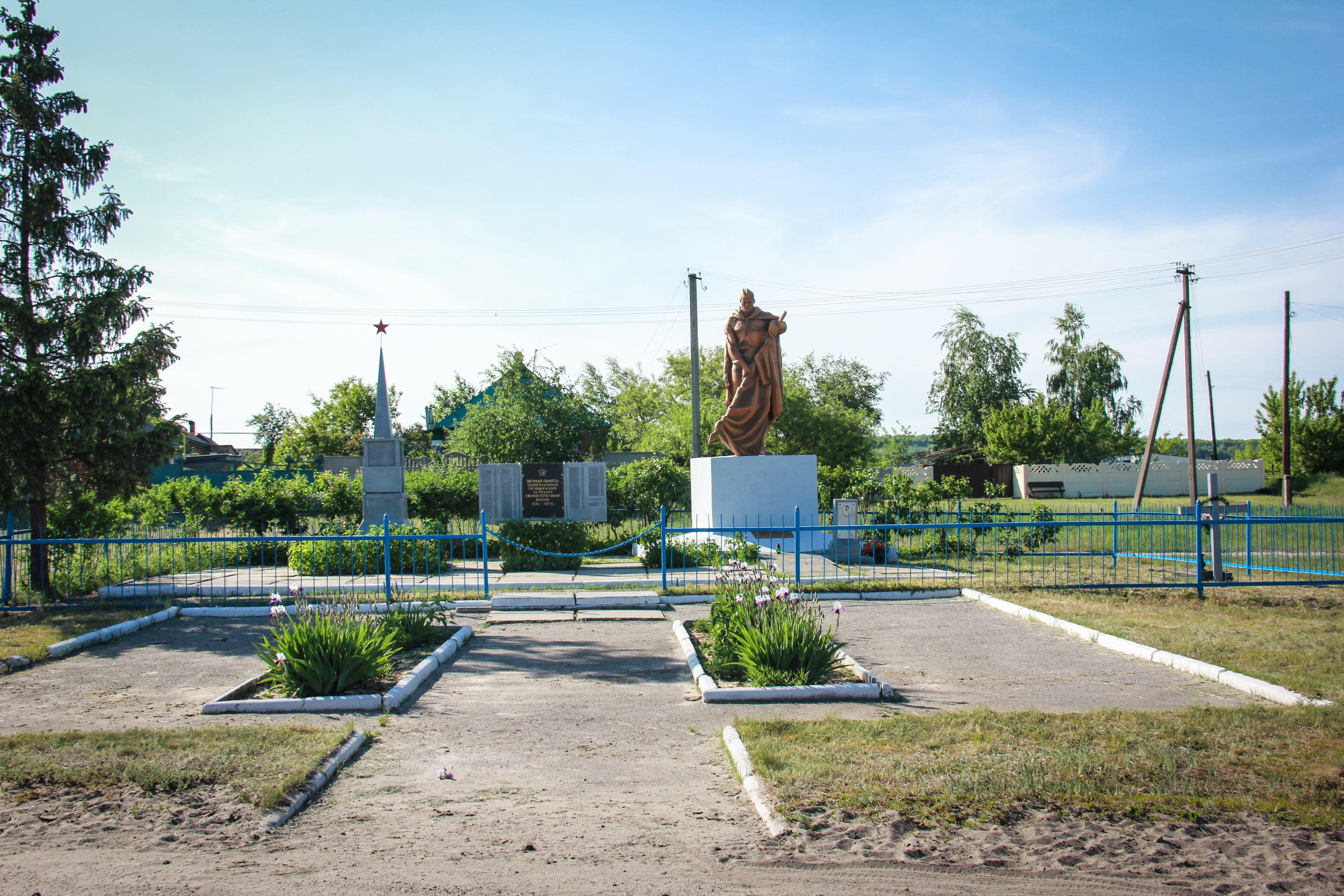
Памятник погибшим в Великой Отечественной войне

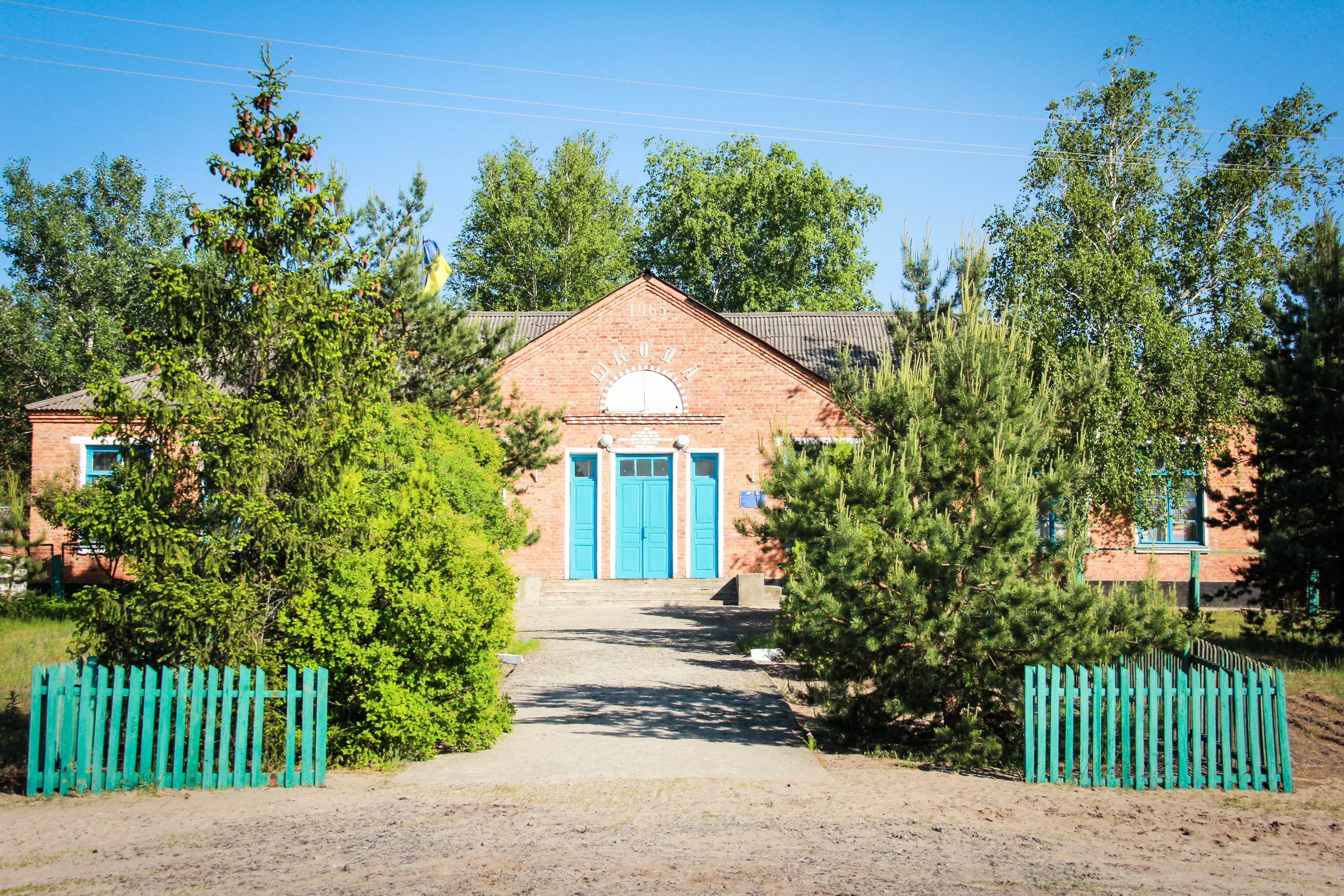
Сельская школа

Код КОАТУУ — 6321782501. Население по переписи 2001 года составляет 690 (308/382 м/ж) человек.
Является административным центром Задонецкого сельского совета, в который, кроме того, входят сёла
Гайдары,
Иськов Яр,
Камплица,
Коропово и
Омельченки.

## Географическое положение
Село Задонецкое находится на левом берегу реки Северский Донец в пяти км от Змиёва;
выше по течению примыкает с Камплица,
на противоположном берегу — город Змиёв и село Гайда́ры.
Русло реки извилисто, образует много лиманов и озёр, в том числе озеро Белое, озеро Геново, озеро Тишково.
Село вытянуто вдоль левого берега реки С. Донец на 5,5 км и окружено большим лесным массивом (сосна).
Село пересекает автомобильная дорога Т-2105 Харьков-Балаклея.

## История
- 1680 — дата основания слободы Задонецкой.
- В 1864 году — хутор.
- Статус села населённый пункт восстановил в 1925 году.
- В 1920-х годах начинает работу семилетняя трудовая школа, реорганизованная в 1958 году в восьмилетнюю. Директор Задонецкой семилетней школы А.Ф. Черкашина в 1949 году была награждена медалью «За трудовую доблесть». В 1963 году началось строительство нового здания восьмилетней школы, которое завершилось через два года[2].
- В 1966 году население составляло 750 человек.
- Во время ВОВ Задонецкое было базой советского партизанского отряда Я.А. Брехунца, боровшегося против нацистских оккупантов.

В 1966 году в селе действовали сельский клуб на 300 мест, библиотека, восьмилетняя школа; был основан и работал колхоз мясо-молочного направления "Первое мая", названный в честь Международного праздника солидарности трудящихся, у которого были 3800 гектаров земельных угодий, из которых было 500 га пастбищ и сенокосов; в колхозе была маслобойка (предприятие по производству масла).

## Происхождение названия
Названа слобода была Задонецкой, потому что находилась на противополжной стороне реки С. Доне́ц - по отношению к ранее основанному и более древнему уездному центру - городу Змиёву.

## Знаменитые уроженцы
- Омельченко, Николай Григорьевич - член Центрального комитета Коммунистической партии Украины (1986-1991 гг.), член Бюро, депутат Верховного Совета УССР X и XI созыва, заслуженный строитель УССР[3].
- Федота, Владимир Иванович - кандидат технических наук, генерал-майор Вооружённых Сил Российской Федерации[4].
- Кошевой, Николай Дмитриевич - доктор технических наук, профессор[5].

## Экономика
- Молочно-товарная, птице ферма.
- Задонецкое лесничество.
- Детский лагерь.
- База отдыха ГП Харьковский машиностроительный завод «ФЭД».
- Дом отдыха «Коробов Хутор».

## Объекты социальной сферы
- Школа.

## Достопримечательности
- Братская могила советских воинов.
- 400-летний "казацкий" дуб.